# E37

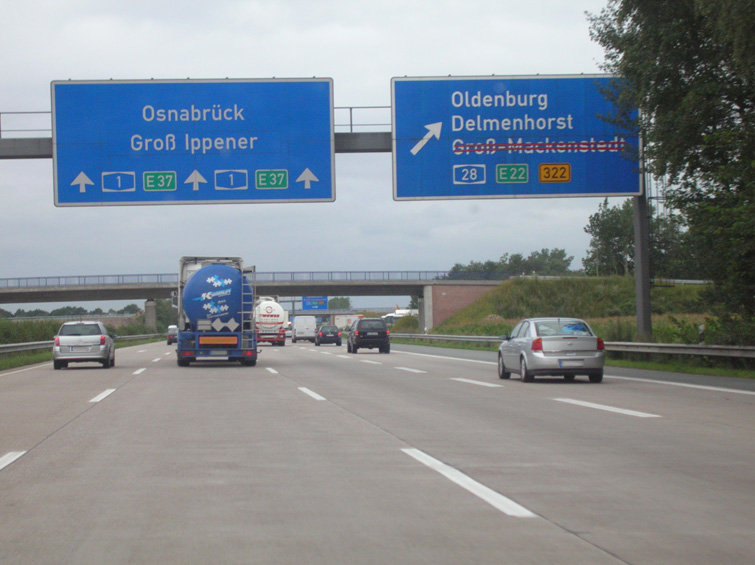
E37 väster om Bremen.

E37 eller Europaväg 37 är en 290 kilometer lång europaväg som går mellan Bremen och Köln i Tyskland.

## Sträckning
Bremen - Osnabrück - Dortmund - Köln

## Standard
Vägen är motorväg hela vägen, och den följer den tyska motorvägen A1.

## Anslutningar
| - E22 - E233 - E30 - E34 |  | - E331 - E41 - E35 - E31 |